# Навідник-оператор

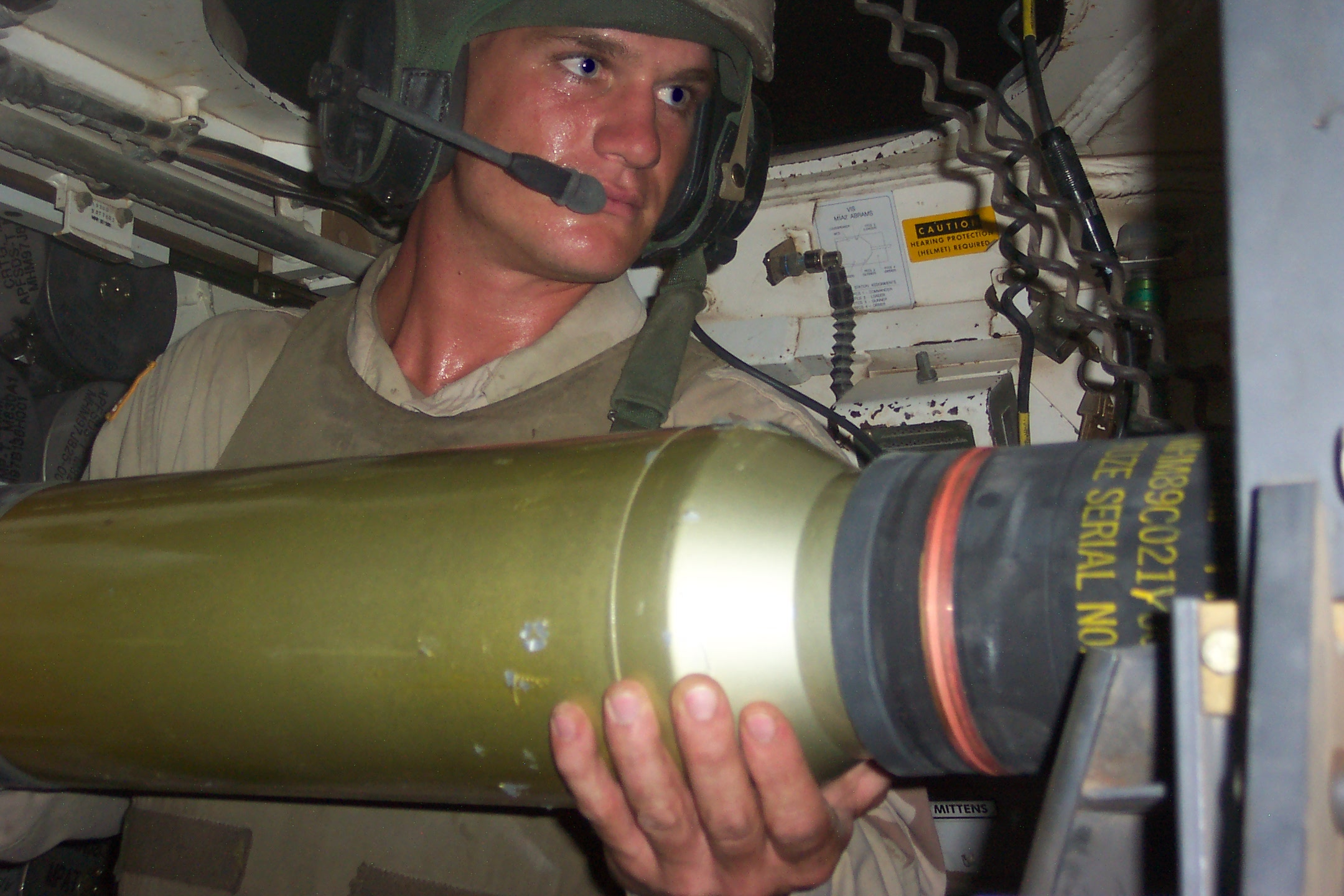
Заряджання навідником танку «Абрамс», зі складу 3-ї піхотної дивізії армії США, 120-мм гладкоствольної гармати М256. Війна в Іраку. Багдад, грудень 2007

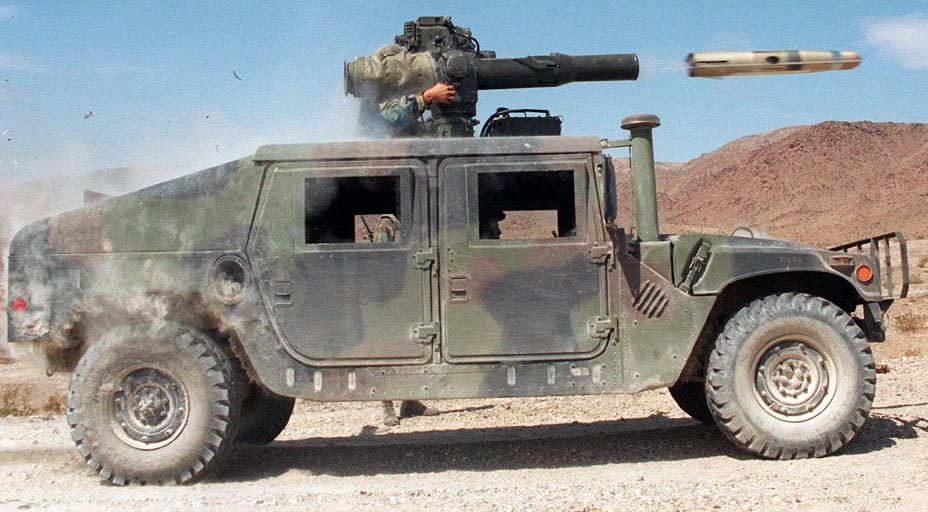
Пуск навідником-оператором Humvee протитанкової ракети з комплексу ПТРК Тоу

Навідни́к-опера́тор — у військовій справі — військова посада військовослужбовця у відділеннях механізованих (мотострілецьких, мотопіхотних, піхотних, повітряно-десантних, аеромобільних, розвідувальних) та інших родів військ й служб підрозділах, що виконує завдання з вогневої підтримки особового складу з комплексу озброєння бойової машини піхоти, бойової машини десанту або бронетранспортеру.
Головною відмінністю посади навідника-оператора від посади навідника є те, що перший веде вогонь не тільки зі штатної зброї бойової машини, а й здійснює пуски протитанкових ракет зі стаціонарного або виносного комплексу ПТРК.
Військове звання у Збройних Силах України — молодший сержант.
Як правило, укомплектовується молодшими сержантами строкової служби та служби за контрактом.

## Зміст
З появою на полі бою перших зразків бойової техніки, призначеної для підвищення мобільності, захищеності та вогневої могутності відділення на полі бою (бронетранспортерів, потім бойових машин піхоти та десанту) виникла потреба забезпечити відділення військовослужбовцем, який буде вести вогонь з гармат та кулеметів, та підтримувати бій відділення вогнем. З появою в 1960-ті роки протитанкових керованих ракет (ПТКР) (спочатку вони іменувалися ПТКРС — протитанковий керований ракетний снаряд) навідник почав називатися навідник-оператор.
Рівень підготовки навідника-оператора бойової машини вимагав високих знань й навченості. Не кожний солдат здатний був стати гарним снайпером, який спроможний вести влучний вогонь відразу з трьох видів зброї.
У ході ведення бойових дій обов'язки навідника-оператора бойової машини-заступника командира відділення мають такі вимоги:
Навідник-оператор бойової машини піхоти (БМД) зобов'язаний:
- знати озброєння бойової машини піхоти (БМД) та прилади прицілювання та спостереження, постійно утримувати їх у бойовій готовності;
- знати правила пуску протитанкових керованих ракет, стрільби із гармати і спареного з нею кулемета (користування комплексом керованого озброєння) та вміти вести влучний вогонь;
- знищувати виявлені цілі за командою командира відділення або самостійно;
- під час дій відділення в пішому порядку безперервно підтримувати його вогнем зброї бойової машини піхоти (БМД);
- систематично перевіряти стан озброєння, прицільних приладів, механізмів заряджання та наведення, проводити їх технічне обслуговування, негайно усувати виявлені несправності та доповідати про це командиру відділення;
- уміти оглядати, підготовляти та укладати боєприпаси;
- уміти працювати на радіостанції та переговорному пристрої;
- уміти вивести бойову машину піхоти(БМД) з-під вогню противника в найближче укриття, допомагати механіку-водію в проведенні технічного обслуговування та ремонту.